# Ahmed Asmi Efendi

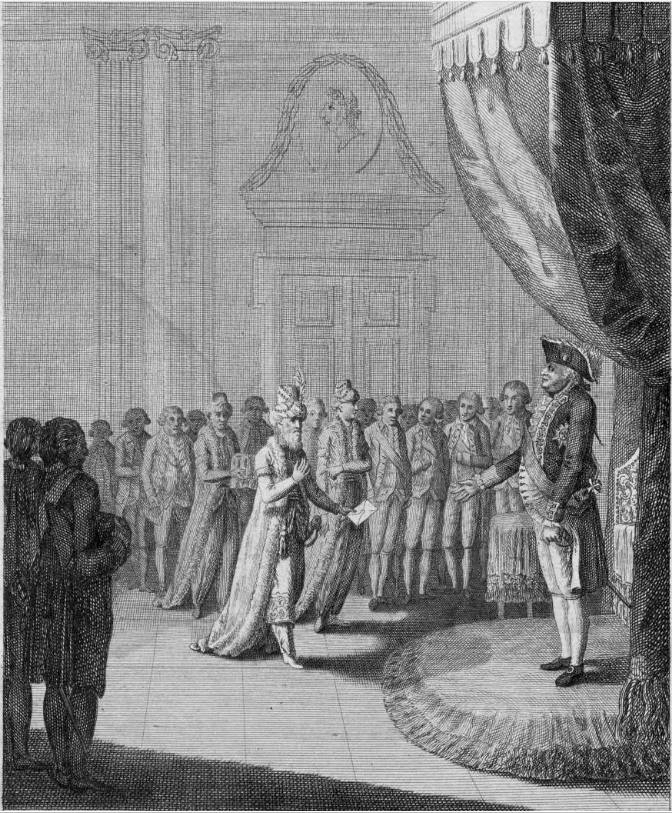
Audienz Asmi Ahmeds bei König Friedrich Wilhelm II. in Berlin (1791)

Ahmed Asmi Efendi (auch: Asmi Ahmed Efendi, Asmi Said Effendi bzw. Asım Said Efendi) war ein osmanischer Diplomat. Er war der zweite osmanische Gesandte im Königreich Preußen.
Asmi war wahrscheinlich ein Schwager des ersten osmanischen Gesandten Ahmed Resmî Efendi und hatte diesen wohl schon 1763/64 nach Berlin begleitet. Während des Russisch-Österreichischen Türkenkrieges wurde er 1787 zunächst nach Fès gesandt. Dort sollte er Sultan Mulai Muhammad dazu bringen, die Straße von Gibraltar für den Fall zu sperren, dass die russische Ostseeflotte ins Mittelmeer vorzudringen beabsichtigte (wie sie es bereits im vorangegangenen Krieg 1770 getan hatte). Der marokkanische Sultan erklärte sich dazu zwar außerstande (und die russische Flotte war tatsächlich schon bis Kopenhagen gesegelt), doch durch den Kriegseintritt Schwedens 1788 konnte die russische Flotte die Ostsee ohnehin nicht verlassen, woraufhin Asmi 1788 zunächst nach Istanbul zurückkehrte.
Nach der Unterzeichnung der preußisch-osmanischen Militärallianz, die zum Ausscheiden Österreichs aus dem Krieg beigetragen hatte, begab sich Asmi im November 1790 mit einer offiziellen Gesandtschaft von Istanbul über Bukarest, Budapest, Brünn, Breslau, Crossen, Frankfurt, Fürstenwalde und Köpenick nach Berlin, wo er im Februar 1791 ankam. Er blieb in Berlin bis zum Januar 1792, als der preußische König Friedrich Wilhelm II. der Gesandtschaft aus Kostengründen die Tagegelder strich, ohne den im Allianzvertrag vereinbarten Kriegseintritt Preußens auf osmanischer Seite gegen Russland erreicht zu haben. Von der preußischen Militär- und Zivilbürokratie zeigte er sich in seinen Briefen und Schriften dennoch beeindruckt.
Anlässlich seines Besuches in Berlin wurden 1791 verschiedene bronzene und silberne Gedenkmünzen bzw. Gedenkmedaillen geschlagen.